# Thượng viện Myanmar
Viện Quốc gia Myanmar hay còn gọi là Amyotha Hluttaw trong tiếng Myanmar (tiếng Miến Điện: အမျိုးသားလွှတ်တော်) là thượng viện của Quốc hội Liên bang Myanmar (còn gọi là Pyidaungsu Hluttaw, là cơ quan lập pháp lưỡng viện của Myanmar). Bao gồm 224 thành viên trong đó 168 được bầu trực tiếp và 56 do Lực lượng Vũ trang Myanmar bổ nhiệm.
Cuộc bầu cử dân chủ đầu tiên sau nhiều thập kỷ dưới chế độ quân quản đã diễn ra vào ngày 8 tháng 11 năm 2015. Liên minh Quốc gia vì Dân chủ của nữ lãnh đạo Aung San Suu Kyi giành chiến thắng lớn. Myanmar chuyển sang chế độ dân chủ do các quan chức dân sự lãnh đạo lần đầu tiên kể từ năm 1988.
Cuộc bầu cử được tổ chức gần đây nhất được tổ chức vào ngày 8 tháng 11 năm 2020. Tuy nhiên Quân đội Myanmar cáo buộc có gian lận và tiến hành đảo chính. Các lãnh đạo dân sự đều bị bắt giữ và Quốc hội Liên bang bị đình chỉ. Hiện tại Nghị trưởng Viện Quốc gia, trên danh nghĩa, vẫn là Mahn Win Khaing Than (thuộc Liên minh Quốc gia vì Dân chủ) và Phó Nghị trưởng là Aye Tha Aung (thuộc Đảng Quốc gia Arakan).

## Thành viên của Viện Quốc gia Myanmar
| Bầu cử 2015 | Bầu cử 2015                           | Bầu cử 2015 | Bầu cử 2015 |
|             | Đảng                                  | Ghế         | Chiếm %     |
| ----------- | ------------------------------------- | ----------- | ----------- |
|             | Đảng Liên minh Quốc gia vì Dân chủ    | 135         | 60.27       |
|             | Đảng Liên minh Đoàn kết và Phát triển | 11          | 4.91        |
|             | Đảng Quốc gia Arakan                  | 10          | 4.46        |
|             | Liên minh Các Dân tộc Shan vì Dân chủ | 3           | 1.35        |
|             | Đảng Quốc gia Ta'ang                  | 2           | 0.89        |
|             | Đại hội Zomi vì Dân chủ               | 2           | 0.89        |
|             | Đảng Quốc gia Mon                     | 1           | 0.45        |
|             | Đảng Đoàn kết Quốc gia                | 1           | 0.45        |
|             | Tổ chức Quốc gia Pa-O                 | 1           | 0.45        |
|             | độc lập                               | 2           | 0.89        |
|             | Quân đội Myanmar                      | 56          | 25          |